# AG København
Der dänische Handballverein AG Kopenhagen entstand 2010 durch die Fusion der Handballclubs FCK Håndbold und AG Håndbold. Die AG Håndbold war 2000 gegründet worden. 2012 ging der Hauptgeldgeber verloren, sodass die Spieler zum KIF Kolding København wechselten.

## Jesper Nielsens Ausstieg und Insolvenz
Anfang Juli 2012 kündigte der Gründer und Besitzer des Vereins, Jesper Nielsen, seinen Ausstieg an. Als Grund gab er die ständigen negativen Schlagzeilen einer bestimmten Zeitung über seine Person und die damit verbundene Belastung seiner Familie an. Damit verlor AG Kopenhagen eine bedeutende Geldquelle.
Der Verein versuchte vergebens, einen neuen Besitzer zu finden. Am 30. Juli 2012 gab Søren Colding den Posten als Geschäftsführer auf. Am selben Tag wurde Nielsens Schwester Annette Nielsen zu seiner Nachfolgerin ernannt. Am 31. Juli 2012 meldete der Verein beim zuständigen Gericht, Sø og Handelsretten, Insolvenz an. Alle Spieler und Mitarbeiter wurden mit sofortiger Wirkung freigestellt.
Im August 2012 fanden die Spieler Aufnahme beim neu gebildeten KIF Kolding København.

## Champions League 2011/12
In der Gruppenphase belegte Kopenhagen hinter dem THW Kiel den zweiten Platz. Nach Erfolgen über IK Sävehof und den FC Barcelona erreichte man das Final-Four-Turnier in Köln. Dort unterlag man im Halbfinale BM Atlético de Madrid mit 23:25. Durch einen 26:21-Sieg im „kleinen Finale“ über die Füchse Berlin erreichte Kopenhagen im Schlussklassement der Champions League 2011/12 den dritten Rang.

## Weitere Erfolge
- Dänischer Meister 2011, 2012
- Dänischer Pokalsieger 2010, 2011

## Besonderheiten
Für ein Novum und internationales Aufsehen in der Handballwelt sorgte der Verein damit, dass er in seiner Debütsaison 2010/11 anfing, in ärmellosen Trikots anzutreten. Da die Trikots vom dänischen Sportartikelhersteller Hummel jedoch in dieser Form nicht konform mit den Regularien des europäischen Handballverband EHF waren, musste der Klub zumindest bei internationalen Spielen in Trikots mit Ärmeln antreten. Ein Grund hierfür ist, dass das jeweilige Logo des internationalen Klubwettbewerbs auf den Ärmeln angebracht werden muss.

## Bekannte ehemalige Spieler

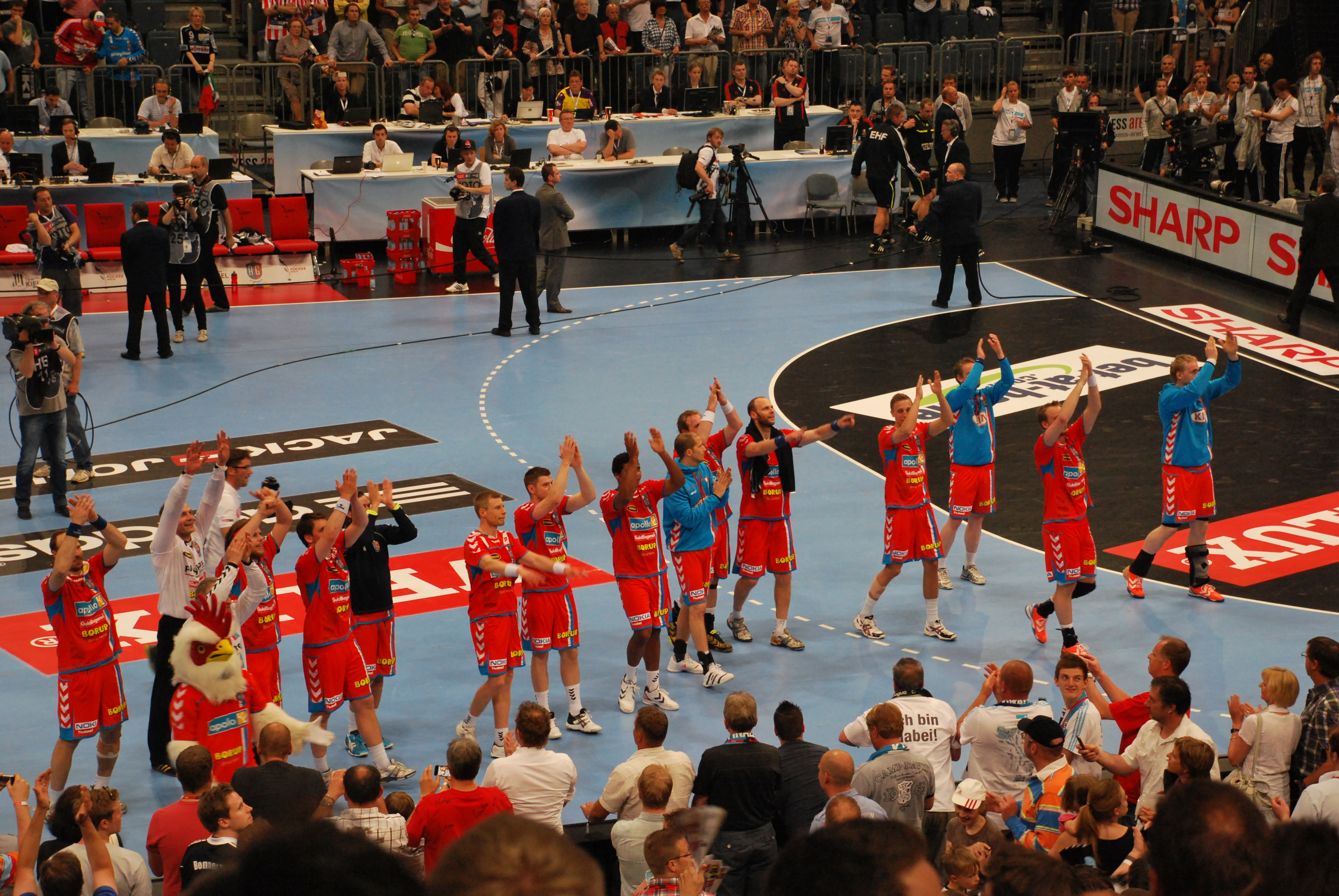
AG Kopenhagen beim Final Four der Champions League 2012

- Kasper Hvidt
- Steinar Ege
- Mikkel Hansen
- Ólafur Stefánsson
- Guðjón Valur Sigurðsson